# Clifton Springs (New York)
Clifton Springs est un village du comté d'Ontario, dans l'État de New York, aux États-Unis,. En 2010, il comptait une population de 2 127 habitants.

## Démographie
Lors du recensement de 2010, le village comptait une population de 2 127 habitants. Elle est estimée, en 2019, à 2 004 habitants.